# Майорське (Україна)
Майо́рське — село в Україні, у Захарівській селищній громаді Роздільнянського району Одеської області. Населення становить 392 осіб.
До 1947 року село називалось Шептередюри. До 19 липня 2020 року було підпорядковане Захарівському району, який був ліквідований.

## Населення
Згідно з переписом 1989 року населення села становило 371 особа, з яких 159 чоловіків та 212 жінок.
За переписом населення 2001 року в селі мешкала 391 особа.

### Мова
Розподіл населення за рідною мовою за даними перепису 2001 року:
| Мова       | Відсоток |
| ---------- | -------- |
| українська | 97,19 %  |
| російська  | 2,81 %   |

## Відомі уродженці
Швидкий Ігор Павлович (02.03.1965 —  22.11.2023) — український військовик, учасник російсько-української війни.